# Johann Mazzuchelli
Johann hrabě Mazzuchelli, též Giovanni Maria Federico Mazzuchelli (3. července 1811 Milán – 11. května 1885 Brescia), byl rakouský soudce a politik působící na Moravě, v 60. letech 19. století poslanec Říšské rady.

## Biografie
Pocházel z vlivné severoitalské rodiny. Jeho otcem byl rakouský vojevůdce Luigi Mazzuchelli. V době svého působení v parlamentu se uvádí jako statkář a rada vrchního zemského soudu v Brně hrabě Johann Mazzuchelli. V roce 1869 odešel do penze.
Počátkem 60. let se zapojil i do politiky. V zemských volbách v roce 1861 byl zvolen na Moravský zemský sněm za kurii velkostatkářskou, II. sbor. Rezignoval 22. listopadu 1865. Na sněm se vrátil v zemských volbách v roce 1870. Uspěl i ve druhých zemských volbách roku 1871. Na mandát rezignoval roku 1873. Patřil do Strany ústavověrného velkostatku, která byla centralisticky a provídeňsky orientovaná.
Působil také coby poslanec Říšské rady (celostátního parlamentu Rakouského císařství), kam ho delegoval Moravský zemský sněm roku 1861 (Říšská rada tehdy ještě byla volena nepřímo, coby sbor delegátů zemských sněmů).
Zemřel v květnu 1885.